# Maria van Hoorn

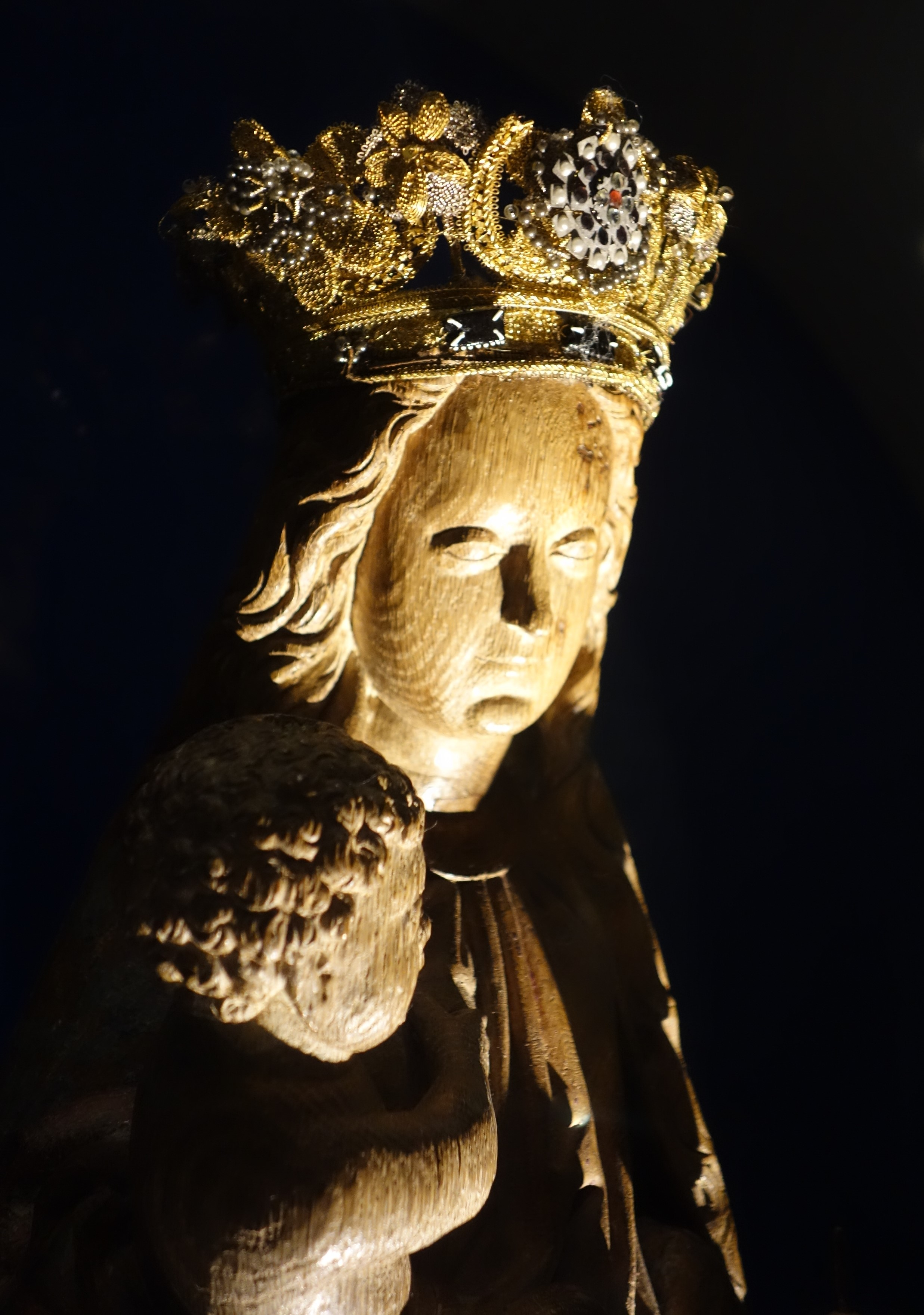
Het houten beeld in het Westfries Museum met de naam Maria van Hoorn

De Maria van Hoorn is een houten beeld van Maria, staande op een halve maan met Jezus op haar rechterarm. Het beeld staat in het Westfries Museum in de Noord-Hollandse plaats Hoorn. Een gelijknamig beeld, een piëta, staat in de Koepelkerk. Beide beelden komen vermoedelijk uit de Noorderkerk.

## Geschiedenis
In Hoorn vindt sinds 1395, aantoonbare, aanbidding van Maria plaats. Dat jaar werd er een Mariabeeld vanuit Scharwoude gebracht, om dat beeld tegen verwoesting te behoeden. De kerk waar dat beeld stond, stond op het punt door de Zuiderzee verzwolgen te worden. Het beeld uit Scharwoude werd naar de Sint-Cyriacuskerk (een van de voorgangers van de huidige Grote Kerk) gebracht. Hoe dit beeld er uit zag is onbekend, mogelijk zat Maria op een troon met haar Zoon op haar schoot (Sedes sapientiae). Dit beeld is later ook afgebeeld op het stadszegel en later de eerste versies van het stadswapen. Hierna kreeg de stad twee beelden met de naam Maria van Hoorn: een staand beeld en een zittend beeld met de overleden Jezus liggend op haar schoot.

## Apocalyptische Maria
De apocalyptische Maria staat sinds 2007 in het Westfries Museum. Het is een van de vroegst bekende voorbeelden van een Maria in sole; een staand Mariabeeld op een maansikkel.

### Geschiedenis van het staande beeld
Hoorn kreeg na het beeld uit Scharwoude een eigen Mariabeeld. Volgens een legende zag molenaar Claes, in Hoorn ook bekend als Claes Molenaar, aan het begin van de 15e eeuw een verschijning van de Heilige Maagd Maria. Hij zag Haar samen met zijn vrouw, midden in de nacht, aan de overkant van de Noertstraet, boven de woning van een buurman staan. Maria, met Jezus op haar arm, stond in een helder licht op de maan. De buurman werd gevraagd om de woning te verkopen, zodat er een kapel op die plek gebouwd zou kunnen worden. De buurman, Claes Doedeszoon, weigerde op het verzoek in te gaan. Niet veel later overleed Doedeszoon aan de gevolgen van de pest, een gebeurtenis die ook aan Maria werd toegewezen. De weduwe van Doedeszoon verkocht daarop de woning aan het molenaarsgezin. De woning werd gesloopt en op de plek werd in 1426 een houten kapel gebouwd. Tijdens de bouw van de kapel zou een schipper met een Mariabeeld aan boord Hoorn uit willen varen, maar werd bij elke poging gedwongen terug naar de haven te keren. Bij elke poging stak er een storm op. Het Mariabeeld werd door Claes Molenaar van de schipper gekocht en naar de kapel gebracht. In de loop der jaren werd deze kapel vanwege de grote hoeveelheden pelgrims uitgebreid tot de Vrouwenkerk, een bakstenen hallenkerk met drie hallen. De middelste hal is de oudste, deze ontstond rond 1402-1403. De zuidelijke hal werd in 1506 gebouwd en de noordelijke werd drie jaar later opgeleverd. Er werden ook pelgrimsinsignes gemaakt waarop het beeld in spiegelbeeld getoond wordt. Een dergelijk insigne is in Amsterdam gevonden. Onder Moeder en Kind staat de herkomst van het insigne: Horne, de Middeleeuwse naam voor Hoorn.
Tijdens de Beeldenstorm, die Hoorn vrijwel heeft overgeslagen, waren er een paar mensen die de beelden in de Noorderkerk wilden beschadigen. Een van de mannen wilde met een bijl het Mariabeeld kapot slaan. Hij zou de bijl niet uit het beeld hebben kunnen halen om een tweede keer uit te halen. Hierop sloeg hij met de omstanders op de vlucht. Het beeld is na 1570 verdwenen, maar niet vernietigd. Na het verdwijnen van het beeld liep het aantal pelgrim nog verder terug en ging de kerk uiteindelijk over naar de Hervormde Kerk.
In 1916 kocht glazenier en bouwkundig ingenieur J.L. Schouten een Mariabeeld. Vermoedelijk gaat het om het hier besproken beeld. Na zijn overlijden werd het beeld in 1938 te koop aangeboden bij Mak van Waay. Of het beeld is verkocht, is niet bekend. In 1954 werd er opnieuw een deel van de collectie van Schouten aangeboden, ditmaal bij Nystad. Bekend is wel dat bij een van de twee verkoopmomenten het beeld in handen kwam van een familie Ten Cate. In 1992 overleed de zoon en werd het via Sotheby's in 2006 verkocht. Het Westfries Museum werd door J.P.H. van der Knaap op de hoogte gebracht van de verkoop van het beeld. Het museum gaf aan geen interesse te hebben. Stichting Koepelkerk Hoorn en het Bisdom Haarlem boden aan om het beeld te kopen. Aan wie het beeld werd verkocht op 21 februari dat jaar is niet bekend.
In 2007 werd het 15e-eeuws Mariabeeld opnieuw op een veiling van Sotheby’s, ditmaal in New York, aangeboden. Na onderzoek bleek dat het voldeed aan de beschrijving van het beeld zoals Theodorus Velius in zijn Kroniek van Hoorn, het 15e-eeuwse beeld omschreef. Door een aantal inwoners van Hoorn werd geld ingezameld om het beeld te kopen, na een processie vanaf de Noorderkerk op 21 juli dat jaar werd het beeld overgedragen aan het Westfries Museum. Tijdens de processie werd zij bij de Koepelkerk gezegend door pastoor Eugène Jongerden. Maria maakt sindsdien onderdeel uit van de vaste opstelling in het museum. Het is echter pas op 3 oktober 2019 officieel eigendom geworden van het museum. Bij de overdracht werd een voorwaarde gesteld: een keer per jaar, gedurende de Mariamaand, wordt het uitgeleend aan de Koepelkerk voor een Mariadienst.

### Omschrijving van het staande beeld
Maria staat op een halve maan. Deze maansikkel staat symbool voor de nacht, duisternis en ook het kwaad, maar ook voor kuisheid.
Op haar hoofd heeft zij een kroon van zilver- en gouddraad, wat pas bleek na aanschaf en een schoonmaakbeurt, bezet met edelstenen en glas. Vermoedelijk is dit niet de originele kroon, in stijl is deze kroon afkomstig uit de 17e eeuw. Om haar hoofd is een houten parelrand, welke vermoedelijk onderdeel was van een houten kroon. Het hoofd van Maria is boven de parelrand afgeschuurd. In haar hoofd is nog wel een gat geboord, waar vermoedelijk haar originele kroon in vastgemaakt was. In haar rug bevinden zich 14 kleine gaten waar een mandorla heeft gezeten.
De linkerhand van het beeld is uitneembaar. De hand houdt een vrucht vast, waar een metalen pin van ca. 3 cm uit komt. Conservator Carel de Jong vermoedde dat er meerdere handjes beschikbaar waren, die bij speciale gelegenheden verwisseld konden worden.
In de mantel zijn resten verf en mogelijk ook van bladgoud gevonden, wat er op wijst dat het beeld van oorsprong gepolychromeerd was. Het overkleed is oorspronkelijk lichtblauw van kleur, later is deze donkerblauw geschilderd. Het kleed van Jezus was rood, met mogelijk wit of lichtblauw onderkleed.
Er resten nog verschillende beschadigingen: het voetstuk is niet origineel, de linker punt van de maansikkel is afgebroken en weer hersteld, de linkervoet, -hand en gezichtshelft van Maria kennen ook allemaal beschadigingen.

## Piëta in de Koepelkerk

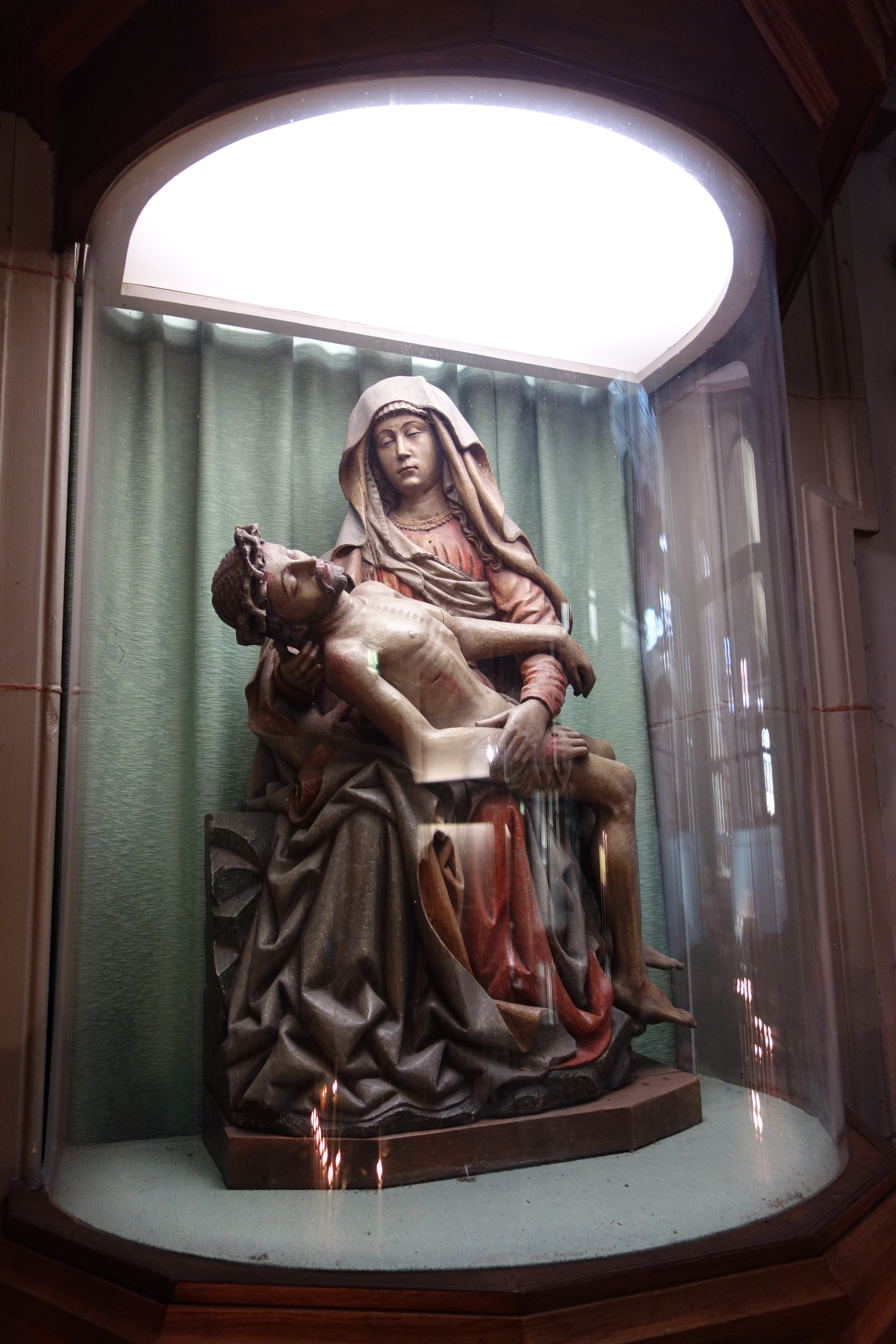
De houten piëta in de Koepelkerk in Hoorn, het beeld staat bekend onder de naam Maria van Hoorn

In het stiltecentrum van de Koepelkerk staat een houten piëta, welke ook de naam Maria van Hoorn draagt. In de Rooms-Katholieke kerk te Eemnes bevindt zich een vergelijkbare piëta. De beide beelden zijn mogelijk op eenzelfde tekening of beeld gebaseerd.

### Omschrijving van de piëta
Het houten beeld stamt uit de laatste kwart van de 15e eeuw (1475-1499) en is gemodelleerd naar de Hollands-Stichtse school. Wel is het zo dat er meer emotie van het gezicht te lezen is dan van de meeste vergelijkbare beelden. Het beeldhouwwerk toont een zittende Maria met een dode Jezus op haar schoot. Zij houdt Jezus' hoofd met haar rechterhand omhoog, terwijl zijn benen aan haar linkerzijde naar beneden hangen. Met haar linkerhand houdt zij zijn rechterpols vast. Zijn linkerhand ligt over haar arm heen.
Zij heeft een ruim zittend blauw-grijs overkleed, met goudbruine voering, aan met een loszittende sluier over haar hoofd. Haar overkleed is ruim geplooid, waardoor dit beeld als laat-gotisch getypeerd kan worden. Onder haar overkleed heeft zij een roodkleurig onderkleed.
Aan de linkerzijde van het beeld is het afgesloten, alsof het hier tegen een muur of een ander beeld heeft gestaan. De achterzijde van het beeld is gedeeltelijk uitgehold. Op haar borst, net onder de kralenrij, heeft Maria een gaatje zitten. Vermoedelijk is dit gat in de 17e eeuw aangebracht om een zwaard te kunnen plaatsen. Dit zou dan het hart van de Moeder van Smarten doorboren.
Rondom het beeld zijn schilderingen aangebracht. Deze schilderingen tonen de geschiedenis van het beeld, waaronder hoe het in Hoorn terecht is gekomen. De muurschilderingen zijn gemaakt door Willem Schermer. Schermer heeft in kleur het Mirakel van de Noorderkerk weergegeven en in grisaille twee wonderbaarlijke genezingen die aan het beeld worden toegeschreven. De ramen in de kapel zijn eveneens voorzien van schilderingen. Aan de linkerzijde van de kapel is, tussen twee engelen in, een gedicht van Anton van Duinkerken geschilderd. Onder het gedicht een hoorn des overvloeds vastgehouden door twee cherubijnen en boven de tekst de Koepelkerk gezien in vogelvlucht, vanuit het zuidwesten.

### Geschiedenis van de piëta
Wanneer het beeld exact is gemaakt, is niet bekend. Vermoedelijk is het rond 1470 gemaakt, mogelijk in Hoorn. In Hoorn waren verschillende houtsnijders actief, waaronder ook een aantal zusters in kloosters. Vanwege de platte zijkant en de holle achterkant bestaat er het vermoeden dat het onderdeel uit heeft gemaakt van een beeldengroep, bijvoorbeeld van een Passio Domini. Een dergelijke groep heeft in het Kruisherenkloosters (na de Reformatie het Sint-Pietershof) gestaan. Er zijn ook vermoedens dat het als onderdeel van een Sancta Maria sub croce (Heilige Maria onder het kruis) in de Grote Kerk heeft gestaan. Hoe het de vernietigingen tijdens de Beeldenstorm heeft overleefd en waar het tot 1632 is gebleven, is niet bekend. Wel is bekend dat het in 1632 voor het eerst beschreven wordt als Onze-Lieve-Vrouw ter Nood Gods. Het beeld werd in de schuilkerk De Drie Tulpen, de voorloper van de huidige kerk, geplaatst. Vermoedelijk heeft pastoor Jacobus Tyras het laten plaatsen. Hij heeft in zijn persoonlijke bijbel achterin het beeld als miraculeus beschreven. Het beeld zou twee wonderen in 1636 en 1637 verricht hebben. Het werd in het einde van de 17e eeuw vervangen door een nieuw beeld. Er kwam een apocalyptische Maria op het eerste zijaltaar te staan. De piëta werd naar de wezengalerij verplaatst. Het bleef in de kerk tot 1878. In 1882 werd de Koepelkerk opgeleverd, maar het beeld kreeg geen nieuwe plek in de kerk. Er werd gekeken of het beeld naar de begraafplaats aan de Drieboomlaan kon, om daar in de kapel van de begraafplaats geplaatst te worden. Omdat er daar geen plek werd gevonden, werd het beeld aangeboden aan de Tilburgse congregatie Zusters van Liefde, die een pand aan de Ramen hadden. Het beeld bleef daar tot 1923 op een onopvallende plek staan. In 1911 was kapelaan L.A. Roozen in Hoorn aangetreden. Hij begon in 1918 met het vestigen van de aandacht op het Mariabeeld. Hij probeerde onder andere aan te tonen dat dit het beeld uit de ontstaansgeschiedenis van de Noorderkerk was, zodat het een meer eervolle plek in de kerk kon krijgen. In 1933 trad een nieuwe deken aan, welke aan de archivaris van het Bisdom Haarlem vroeg wat er met het beeld gedaan moest worden. Het was volledig wit geverfd en was daardoor te lelijk om in de kerk te plaatsen. Rond die tijd werd er door deken Smeele ook een nieuwe, zandstenen, piëta besteld bij Johannes Petrus Maas. Enige tijd na het plaatsen van de nieuwe piëta werd deken Van de Wiel tot pastoor benoemd. Terwijl hij in de pastorie spullen uit een kast aan het pakken was, viel de oude piëta van de kast naar beneden. Van de Wiel vatte dit op als een waarschuwing dat het beeld niet vergeten moest worden. De pastoor liet het beeld opknappen en in de kerk plaatsen. Op 23 mei 1936 werd de hulde van Onze-Lieve-Vrouw tijdens een speciale viering "hersteld". In 1938 werd het beeld gerestaureerd bij Gerhard Jansen in Den Haag. Bij deze restauratie werden verfrestanten gevonden van de originele polychromie, op basis hiervan werd het beeld opnieuw gekleurd. Sinds de bouw van de kerk is het beeldhouwwerk meerdere keren verplaatst, maar staat sinds 1939 op de huidige plek in het stiltecentrum. Op 15 mei van dat jaar werd Maria geïntroniseerd, terwijl de bisschop J.P. Huibers aanwezig was. Zij kreeg haar eigen kapel, op de plek waar voorheen een beeld van Sint Theresia had gestaan.
Ondanks de Tweede Wereldoorlog heeft deken P.L.Ch. van der Meer voldoende geld bij elkaar kunnen brengen om de Mariakapel te kunnen verbouwen. Echter, door de oorlog en de daarop volgende herbouw kon de opdracht voor muurschilderingen pas in 1949 gegeven worden aan Willem Schermer. Ondanks deze wijzigingen heeft de kapel geen naam als bedevaartsoord kunnen verwerven. De kapel werd in 1964 middels een glazen wand van de kerk gescheiden. De kapel werd ook voorzien van eigen bidstoelen en op vrijdagen werd er in de kapel een mis gelezen.
De devotie voor het beeld is tussen de Reformatie en de 17e eeuw nauwelijks afgenomen. De devotie werd tussen de 17e eeuw en 19e eeuw nauwelijks vermeld. Wel bleven Hoornse families bij het beeld een kaarsje branden. In de 20e eeuw kreeg de Maria-devotie een nieuwe stimulans. Met name tijdens de Tweede Wereldoorlog nam de devotie weer toe.
Sinds 2003 is het beeld aangewezen als beschermd cultuurgoed. Het is onder andere aangewezen omdat het een schakel is tussen de piëtas waarbij Jezus vrijwel horizontaal ligt, naar het type waarbij Jezus meer verticaal ligt.